# Temixco
Temixco è una città messicana, situata nella regione di Morelos.

## Etimologia
L'etimologia del nome della città deriva dall'idioma nahuatl, Te-tl, pietra, Mizton, gatto, e -co, in, dove, in luogo di. Il significato finale è "gatto sulla pietra".

## Storia
Nel XVI venne costruita nell'area ora occupata dalla città, un'hacienda allo scopo di esplorare la presenza di risorse naturali della regione, regione situata all'interno del marchesato della valle di Oaxaca.  Francisco Barbero convertì la proprietà in uno dei più grandi mulini della colonia. Nel corso della guerra di indipendenza, fu uno dei principali obiettivi della resistenza. Durante la rivoluzione messicana le installazioni della proprietà furono alternativamente conquistate da zapatisti e federali, che le utilizzarono come fortezza e deposito di armi, in quanto luogo strategico, in virtù della vicinanza con la capitale. Questi eventi condussero alla fine alla rovina della proprietà. Attualmente è un parco aquatico.
Ufficialmente il comune nacque il 20 novembre 1930, mentre fino ad allora rientrava nella giurisdizione del comune di Cuernavaca, per poi ricadere sotto Jiutepec per poi nuovamente divenire comune autonomo dal 5 marzo 1933. Dal 1935 il Pueblo Nuevo del Puente (Alta Palmira) fa parte della città. Dal 1956, su richiesta degli stessi cittadini, il paese di Pueblo Viejo passa sotto la giurisdizione di Temixco. Il 7 marzo 1990, sotto la guida del sindaco Roberto Olivares Mariaca, il paese riceve lo status di città.

## Geografia fisica

### Territorio

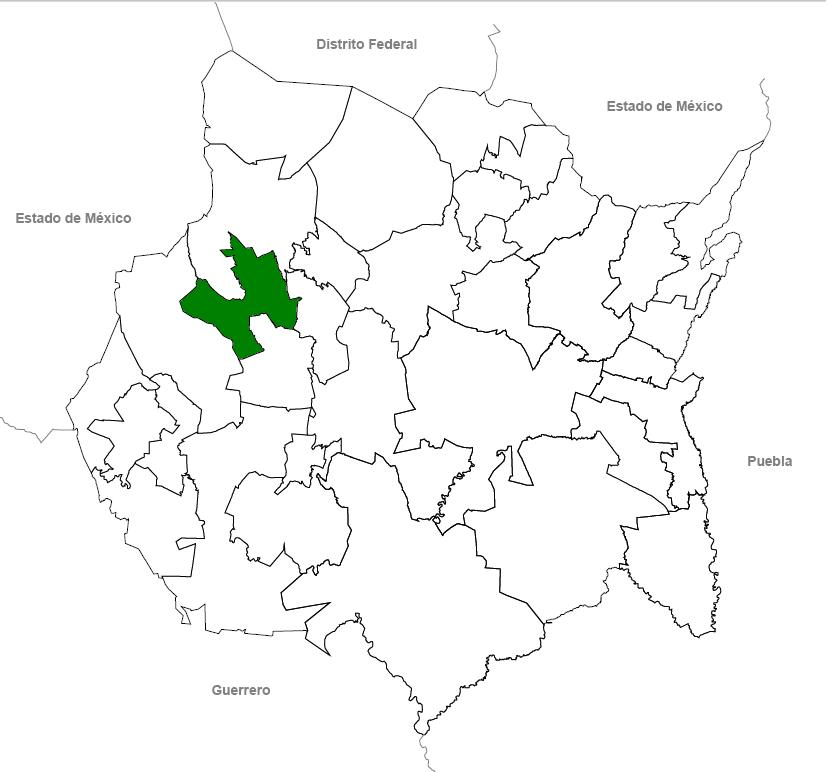
Temixco nello stato di Morelos

Il territorio si estende su un'area di 89,869 km², l'1.77% del totale dello stato di Morelos, al 15º posto per estensione.

## Monumenti
- Area archeologica "Ruinas de Xochicalco"  (Rovine di Xochicalco)

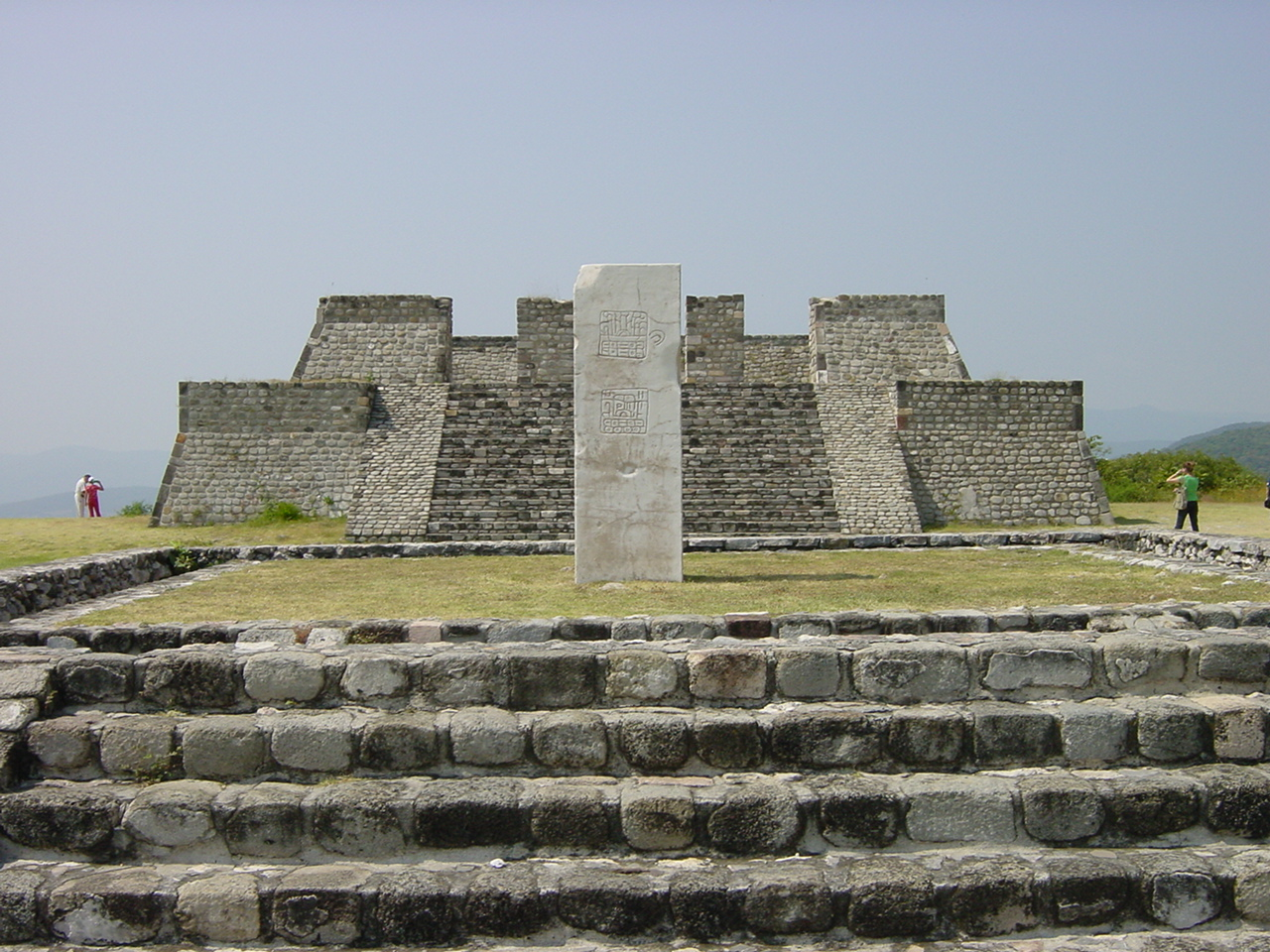
Ruinas arqueológicas de Xochicalco

- Ex Hacienda de Temixco, edificato nel XVII secolo
- Iglesia de la Inmaculada Concepción, costruita nel XVII secolo.
- Iglesia de la Asunción, fondata nel 1952.
- Iglesia de San José, costruita nel 1952.
- Iglesia de San Santiago Apóstol, costruita nel 1956.
- Iglesia de San Andrés Apóstol, costruzione datata al XVII secolo.
- Iglesia de San Miguel, costruzione datata al XVII secolo.
- Iglesia de San Agustín, costruzione datata al XVII secolo.
- Estatua del Gral. Emiliano Zapata
- Monumento del Lic. Benito Juárez
- Hotel “Posada Temixco”, XVII secolo.
- Puente “La Costilla”, XVII secolo.

## Amministrazione

### Gemellaggi
- Commerce (California) (2008)
- Commerce City (2008)[2][3]
- Iran (2008)[4]
- Corea del Nord (2008)[5]
- Ontario (2008)[2]
- Morelia (2010)[6]